# Шевелло, Ежи
Ежи Шевелло (пол. Jerzy Szewełło; 28 января 1935, Дубровица — 30 января 2013, Варшава) — польский офицер, подполковник вооружённых сил ПНР, военный комиссар силезской шахты «Земовит» при военном положении. 20 декабря 1981, вопреки указаниям правящего WRON, приказал войскам с бронетехникой отступить от шахты. Это предотвратило столкновение армии с бастующими шахтёрами профсоюза Солидарность и позволило избежать кровопролития, подобного событиям на шахте «Вуек». Был уволен из армии, помогал «Солидарности». В Третьей Речи Посполитой получил воинское звание полковника и титул почётного гражданина города Лендзины. Образ Комиссара Ежи популярен среди польских горняков.

## Военно-политическая служба
Родился в семье офицера польской армии, участника польско-советской войны. В 1939, после присоединения Западной Украины к СССР, его отец был арестован советскими властями, приговорён к смертной казни с заменой на 25 лет лагерей. С матерью и сестрой Ежи Шевелло жил в Сибири. В 1953 семья вернулась в Польшу.
Ежи Шевелло окончил исторический факультет Познанского университета. Активно занимался спортом, увлекался борьбой и боксом. Поступил на службу в Главное политуправление Народного Войска Польского (LWP). Преподавал в варшавской Военно-политической академии имени Дзержинского, затем в Академии Генерального штаба. Исследовал проблематику общественной самообороны и её психологических аспектов. К началу 1980-х имел звание подполковника. Состоял в правящей компартии ПОРП.

## Политическая позиция
Генералитет и офицерство LWP, тем более политорганы, являлись в ПНР оплотом сталинистского «партийного бетона». Однако события 1980—1981 — забастовочное движение, создание независимого профсоюза Солидарность, массовый энтузиазм и жёсткая конфронтация — затронули и армейские круги.
На партсобрании в Академии генштаба в июне 1981, перед IX чрезвычайным съездом ПОРП, Ежи Шевелло выступил с резко критической речью: о забвении офицерской чести, коррупции командования, незаслуженных повышениях и почестях, глубокой советизации, нарушающей польские военные традиции. Выступление вызвало крайнее недовольство и раздражение начальства. В ноябре подполковник Шевелло был удалён из столицы и во главе опергруппы внутренних войск отправлен в силезскую «глубинку» — обеспечивать военную охрану угольных шахт «Пяст» (Берунь) и «Земовит» (Лендзины), химического завода ERG (Ченстохова) и автозавода FSM (Тыхы). Впоследствии Шевелло говорил, что сразу понял: власти готовят насилие против народа. 
Прибыв в Тыхы, Шевелло немедленно вышел на связь с силезской «Солидарностью». Тесный контакт установился у него с председателем «Солидарности» шахты «Земовит» Казимежем Каспшиком (помимо прочего, этому способствовали общие спортивные интересы — Каспшик был известным боксёром, в своё время чемпионом Силезии). Дружеские отношения связали Шевелло с директором шахты Антонием Пищеком, симпатизировавшим «Солидарности». Спускаясь вместе с Пищеком в шахту, Шевелло очень одобрительно отзывался о порядке и дисциплине горняков, которые казались ему образцом для военных.
На одной из встреч в начале декабря Шевелло дал Каспшику слово офицера, что не будет стрелять в рабочих. Каспшик ответил, что служил в армии, знает, какими бывают офицеры и потребовал более надёжной гарантии. Тогда Шевелло поклялся на шахтёрском знамени.

## Декабрь на шахте «Земовит»

### Назначение комиссаром
13 декабря 1981 в Польше было введено военное положение. Власть перешла к Военному совету национального спасения (WRON) во главе с первым секретарём ЦК ПОРП и премьер-министром ПНР генералом Ярузельским. Задачей военного режима являлось подавление «Солидарности». WRON рассылал военных комиссаров в регионы и на предприятия и в учреждения. Комиссары наделялись чрезвычайной властью, превосходящей партийную. Подполковник Шевелло был назначен военным комиссаром шахты «Земовит».
Впоследствии Шевелло говорил, что имел от командования крайне жёсткие инструкции, вплоть до расстрелов на месте, но не собирался им следовать. Подполковник прибыл на «Земовит» и расположился в кабинете директора. Свой пистолет вместе с кобурой он запер в сейфе и передвигался по шахте без оружия, о чём было известно рабочим
В первую же ночь военного положения был схвачен милицией и интернирован Казимеж Каспшик. 15 декабря 1981 более двух тысяч шахтёров «Земовит» объявили забастовку. Акция протеста проводилась под землёй, как и на шахте «Пяст». Бастующие требовали отмены военного положения, освобождения интернированных и арестованных активистов, свободной деятельности независимого профсоюза. Забастовки были запрещены WRON и карались по законам военного положения (теоретически вплоть до смертной казни). Армейские части, милиция, подразделения ЗОМО и госбезопасности получили право при неповиновении применять оружие. 16 декабря 1981 девять человек были убиты при подавлении забастовки на шахте «Вуек».

### Исполнение слова
Против забастовки был выдвинут танковый батальон из Ополе. Двадцать единиц бронетехники подступили к воротам шахты. Командир батальона майор Зутерек имел приказ занять территорию шахты и «восстановить порядок». Он ультимативно потребовал от директора Пищека предоставить подробный план шахты для вступления и дислокации войск. Директор с полным пониманием относился к забастовщикам, но считал сопротивление обречённым из-за неравенства сил.
Но в разговор вмешался подполковник Шевелло. Он категорически отказался показывать план и заявил, что не допустит присутствия на шахте вооружённых людей. Ошарашенный Зутерек сказал, что он офицер и выполняет приказ. Шевелло ответил, что в офицерскую форму может переодеться каждый и потребовал документы. Зутерек представился в установленном порядке и стал знакомить со своей инструкцией. Не дослушав, Шевелло приказал отвести бронетехнику на расстояние 501 метр от ворот. Расстояние он назвал по глубине, на которой находились бастующие шахтёры. После этого Шевелло вызвал охрану шахты и распорядился вывести Зутерека.

Майор Зутерек: Пан подполковник, вы не знаете, что делаете.

Подполковник Шевелло: Я знаю, что делаю. Выполняйте, пан майор.

Через несколько часов с Шевелло связался по телефону из Вроцлава штаб Силезского военного округа. Командование требовало немедленно пропустить войска и покинуть шахту. Шевелло отказался. Его обвинили в саботаже приказов, связях с забастовщиками и даже в информировании Радио Свободная Европа (через несколько дней офицеры госбезопасности искали в кабинете Пищека тайные передатчики). Трубку взял начальник штаба округа генерал Лазарчик, в те дни комиссар WRON. Генерал пригрозил расстрелом, поскольку «это не учения, а военное положение». Шевелло ответил, что готов принять казнь, но просит позаботиться о своей семье и в любом случае не допустит «повторения „Вуека“ на „Земовите“». Твёрдость подполковника возымела действие — генерал заговорил более примирительно. Тем временем Шевелло добился от высшего командования в Варшаве согласия на свои действия.
В итоге войска были отведены, штурма шахты не произошло. Директор Пищек убеждал забастовщиков подняться на поверхность. Ситуацию удалось относительно урегулировать 24 декабря при посредничестве католического духовенства. Горняки признали: Ежи Шевелло сдержал данное слово.

## Дружба с горняками и почётное гражданство
Ежи Шевелло был уволен из армии. Перенёс неврогенную болезнь глаз, лечился в военно-медицинском институте. Выйти из стресса, восстановиться ему помогло общение с матерью-католичкой. Шевелло сохранил связи с «Солидарностью», дружил с женой и дочерью Казимежа Каспшика. Вместе с Антонием Пищеком организовывал помощь интернированным и их семьям — по ночам автотранспорт шахты доставлял продуктовые наборы.
После победы «Солидарности», в Третьей Речи Посполитой, Ежи Шевелло кратковременно вернулся на армейскую службу, получил звание полковника, после чего уволился в запас. Он пользовался широкой популярностью среди шахтёров Силезии, много и часто общался с ними, ежегодно отмечал Барбурку — и на официальных церемониях, и с друзьями «на шашлыках». Дружил также с представителями духовенства, особенно с ксендзом-каноником Юзефом Пшибылой, участником урегулирования на «Земовите». Был видной фигурой спортивной общественности — вице-президентом Польского союза борцов, руководителем секции борьбы ЦВСК Легия Варшава, тренером и судьёй на состязаниях.
С 22 марта 2001 Ежи Шевелло — почётный гражданин города Лендзины, где расположена шахта «Земовит». По словам мэра Кристины Врубель, в декабре 1981 года Ежи Шевелло, Антоний Пищек, Юзеф Пшибыла, Казимеж Каспшик спасли Лендзины от самой большой опасности за 850-летнюю историю города.

## Память
Скончался Ежи Шевелло в возрасте 78 лет. В заявлении мэра Веслава Стамбровского и членов городского совета Лендзины говорилось, что Шевелло на деле доказал возможность выбора между добром и злом. Похоронен на Северном кладбище в Варшаве. В траурной церемонии участвовала официальная делегация горняков шахты «Земовит».
В современной Польше полковника Шевелло помнят под именем Комиссар Ежи. Его сестра поэтесса Александра Новацкая издала книгу Niezłomny. Rzecz o pułkowniku Jerzym Szewełło — Несгибаемый. О полковнике Ежи Шевелло. В книге использованы воспоминания покойного, в написании участвовали Антоний Пищек и Алоизий Лыско — журналист, писатель, бывший директор горняцкого училища. В 2016, к 35-летию событий, проводились тематические собрания в Лендзины, выпустила передачу о Комиссаре Ежи одна из программ Польского радио.